# カルロス・カラド
カルロス・カラド（Carlos Nuno Tavares Calado、1975年10月5日 ‐ ）は、ポルトガル・アルカネナ (en) 出身の陸上競技選手。専門は短距離走と走幅跳と三段跳。100mで10秒11、走幅跳で8m36、三段跳で17m08の自己ベストを持ち、かつては3種目同時にポルトガル記録を保持していた時期もあった。2001年にエドモントン世界選手権とリスボン世界室内選手権の走幅跳で3位になり、この種目では男女通じてポルトガル勢初のメダルとなる銅メダルを獲得した。

## 経歴
1998年2月、バレンシアで開催されたヨーロッパ室内選手権の走幅跳で8m05をマークし、Olexiy Lukashevych（8m06）に次いで銀メダルを獲得した。これは女子も含め、この種目におけるポルトガル勢初のメダル獲得となった。
2001年3月、リスボンで開催された世界室内選手権の走幅跳で8m16のポルトガル記録（当時）を樹立し、イバン・ペドロソ（8m43）、カリーム・ストリート＝トンプソン（8m16）に次いで銅メダルを獲得した。これは女子も含め、この種目におけるポルトガル勢初のメダル獲得であり、オリンピックと世界選手権を含めてもポルトガル勢初のメダル獲得となった。
2001年8月、エドモントンで開催された世界選手権の走幅跳で8m21をマークし、イバン・ペドロソ（8m40）、サヴァンテ・ストリングフェロー（8m24）に次いで銅メダルを獲得した。これは女子も含め、この種目におけるポルトガル勢初のメダル獲得となった。

## 自己ベスト
記録欄の（　）内の数字は風速（m/s）で、+は追い風、-は向かい風を意味する。
| 種目   | 記録           | 年月日        | 場所                                   | 備考             |
| 屋外   | 屋外           | 屋外          | 屋外                                   | 屋外             |
| ------ | -------------- | ------------- | -------------------------------------- | ---------------- |
| 100m   | 10秒11 (-1.3)  | 1999年6月6日  | ヴィラ・レアル・デ・サント・アントニオ | 元ポルトガル記録 |
| 100m   | 10秒07w (+2.2) | 1997年6月28日 | マイア                                 | 追い風参考記録   |
| 200m   | 20秒90 (+0.7)  | 1997年7月20日 | コインブラ                             |                  |
| 200m   | 20秒50w (+4.1) | 1997年3月15日 | マリニャ・グランデ                     | 追い風参考記録   |
| 走幅跳 | 8m36 (+1.2)    | 1997年6月20日 | リスボン                               | ポルトガル記録   |
| 三段跳 | 17m08 (+1.3)   | 1996年6月21日 | リスボン                               | 元ポルトガル記録 |
| 室内   |                |               |                                        |                  |
| 60m    | 6秒60          | 1999年2月20日 | エスピーニョ                           | 元ポルトガル記録 |
| 200m   | 21秒74         | 2003年2月2日  | エスピーニョ                           |                  |
| 走幅跳 | 8m22           | 2002年1月26日 | エスピーニョ                           | ポルトガル記録   |
| 三段跳 | 17m09          | 1999年2月20日 | エスピーニョ                           | 元ポルトガル記録 |

## 主要大会成績
備考欄の記録は当時のもの
| 年   | 大会                          | 場所                 | 種目    | 結果          | 記録           | 備考                                        |
| ---- | ----------------------------- | -------------------- | ------- | ------------- | -------------- | ------------------------------------------- |
| 1993 | ヨーロッパジュニア選手権 (en) | サン・セバスティアン | 三段跳  | 12位          | 15m30          |                                             |
| 1994 | 世界ジュニア選手権 (en)       | リスボン             | 走幅跳  | 8位           | 7m56w (+3.0)   |                                             |
| 1994 | 世界ジュニア選手権 (en)       | リスボン             | 三段跳  | 6位           | 16m14w (+3.2)  |                                             |
| 1994 | イベロアメリカ選手権 (en)     | マル・デル・プラタ   | 走幅跳  | 5位           | 7m14           |                                             |
| 1996 | イベロアメリカ選手権 (en)     | メデジン             | 走幅跳  | 3位           | 8m06           |                                             |
| 1996 | イベロアメリカ選手権 (en)     | メデジン             | 三段跳  | 2位           | 16m82          |                                             |
| 1996 | オリンピック                  | アトランタ           | 三段跳  | 予選1組10位   | 16m65 (+0.8)   | 全体19位                                    |
| 1996 | オリンピック                  | アトランタ           | 走幅跳  | 予選1組12位   | 7m81 (-0.1)    | 全体24位                                    |
| 1997 | 世界室内選手権                | パリ                 | 三段跳  | 予選途中棄権  | DNF            |                                             |
| 1997 | 世界室内選手権                | パリ                 | 走幅跳  | 11位          | 7m50           |                                             |
| 1997 | ヨーロッパU23選手権 (en)      | トゥルク             | 100m    | 2位           | 10秒29w (+2.8) |                                             |
| 1997 | ヨーロッパU23選手権 (en)      | トゥルク             | 走幅跳  | 優勝          | 8m32 (+2.3)    |                                             |
| 1997 | 世界選手権                    | アテネ               | 100m    | 2次予選6組8着 | 10秒41 (+0.5)  |                                             |
| 1997 | 世界選手権                    | アテネ               | 走幅跳  | 予選1組8位    | 7m92 (-0.1)    | 全体15位                                    |
| 1997 | 世界選手権                    | アテネ               | 4x100mR | 予選2組5着    | 39秒37 (4走)   |                                             |
| 1998 | ヨーロッパ室内選手権 (en)     | バレンシア           | 走幅跳  | 2位           | 8m05           | 男女通じポルトガル初のメダル                |
| 1998 | イベロアメリカ選手権 (en)     | リスボン             | 走幅跳  | 4位           | 7m81           |                                             |
| 1999 | 世界選手権                    | セビリア             | 100m    | 2次予選5組5着 | 10秒24 (-0.2)  |                                             |
| 1999 | 世界選手権                    | セビリア             | 走幅跳  | 予選2組11位   | 7m75 (+0.6)    | 全体25位                                    |
| 2000 | ヨーロッパ室内選手権 (en)     | ゲント               | 走幅跳  | 予選11位      | 7m81           |                                             |
| 2000 | オリンピック                  | シドニー             | 走幅跳  | 10位          | 7m94 (+0.3)    |                                             |
| 2001 | 世界室内選手権                | リスボン             | 走幅跳  | 3位           | 8m16           | ポルトガル記録 男女通じポルトガル初のメダル |
| 2001 | 世界選手権                    | エドモントン         | 走幅跳  | 3位           | 8m21 (+1.1)    | 男女通じポルトガル初のメダル                |
| 2002 | ヨーロッパ室内選手権 (en)     | ウィーン             | 走幅跳  | 予選1組8位    | 7m67           | 全体17位                                    |
| 2004 | イベロアメリカ選手権 (en)     | ウエルバ             | 走幅跳  | 4位           | 7m74           |                                             |
| 2005 | ヨーロッパ室内選手権 (en)     | マドリード           | 三段跳  | 予選1組10位   | 15m63          | 全体18位                                    |